# 백금T&A
백금T&A(BG T&A Co. Ltd.)는 대한민국의 통신기기 기업이다. 본사는 경기도 군포시 산본동 1026-52에 위치해 있으며 대표이사는 임학규이다.
미국, 유럽, 일본 등에 수출되고 있다

## 참고 문헌
1. ↑  반진욱, 임학규 백금T&A 부회장...탄탄한 기술력 갖춘 한국의 `히든 챔피언`, 매일경제, 2021.11.08
2. ↑  백금T&A, 김병남 공동 대표 선임, 2024년 5월 31일
3. ↑  백금T&A, RD수요 증가 수혜 기대...목표가 5800원, 에너지경제신문, 2024.05.07